# Watford (stanice metra v Londýně)
Watford je stanice metra v Londýně, otevřená roku 1925. Nachází se na lince:
- Metropolitan Line - linka zde končí, předposlední stanicí je Croxley.

| Rok  | Počet cestujících |
| ---- | ----------------- |
| 2011 | 1,57 mil.         |
| 2012 | 1,60 mil.         |
| 2013 | 1,66 mil.         |
| 2014 | 1,79 mil.         |